# Castel Baronia
Castel Baronia är en ort och kommun i provinsen Avellino i regionen Kampanien i Italien. Kommunen hade 1 102 invånare (2017).